# 아프리카자이언트자유꼬리박쥐
아프리카자이언트자유꼬리박쥐(Tadarida ventralis)는 큰귀박쥐과에 속하는 박쥐의 일종이다. 콩고민주공화국와 에리트레아, 에티오피아, 케냐, 말라위, 모잠비크, 남수단, 탄자니아, 잠비아, 짐바브웨에서 발견되며, 남아프리카공화국에서도 서식하는 것으로 추정된다. 자연 서식지는 건조 사바나 지역과 아열대 또는 열대 기후 지역의 건조 관목 지대이다.